# غويلرمو هويرتا
غويلرمو هويرتا (بالإسبانية: Guillermo Huerta) (3 يوليو 1966 في المكسيك - ) هو لاعب كرة قدم مكسيكي في مركز الدفاع. شارك مع منتخب المكسيك لكرة القدم. أما مع النوادي، فقد لعب مع نادي أمريكا.

## وصلات خارجية
- غويلرمو هويرتا على موقع قاعدة بيانات كرة القدم.إي يو (الإنجليزية)
- غويلرمو هويرتا على موقع ناشيونال فوتبول تيمز (الإنجليزية)